# Isla Gateshead
La Isla Gateshead (en inglés: Gateshead Island) es una isla situada en la región de Kitikmeot en el territorio de Nunavut, al norte de Canadá. Situada en el Canal de M'Clintock (M'Clintock Channel), la superficie de la isla Gateshead es de unos 220 km² (85 millas cuadradas). Es un área importante para los osos polares.
Esta es una isla Gateshead diferente a la visitada por Richard Collinson, al mando del HMS Enterprise, mientras estaba en la búsqueda de John Franklin.